# Макарівка (Криворізький район)
Мака́рівка — село в Україні, в Криворізькому районі Дніпропетровської області. Входить до складу Новолатівської сільської громади. 
До 2016 року орган місцевого самоврядування — Зеленобалківська сільська рада. Населення — 190 мешканців.

## Географія
Село Макарівка знаходиться на відстані 2,5 км від села Зелена Балка. По селу протікає пересихаючий струмок з загатою. Поруч проходить автомобільна дорога Н11.

## Населення

### Мова
Розподіл населення за рідною мовою за даними перепису 2001 року:
| Мова       | Кількість | Відсоток |
| ---------- | --------- | -------- |
| українська | 183       | 96.32%   |
| російська  | 7         | 3.68%    |
| Усього     | 190       | 100%     |

## Видатні уродженці
- Пономаренко Василь Микитович — український радянський діяч.

## Інтернет-посилання
- Погода в селі Макарівка [Архівовано 20 грудня 2011 у Wayback Machine.]

1. ↑  Рідні мови в об'єднаних територіальних громадах України — Український центр суспільних даних